# 壯體若花鱂
壯體若花鱂，為輻鰭魚綱鯉齒目鯉齒亞目花鳉科的其中一種，分布於中美洲墨西哥Ameca河及Mocorito河流域，體長可達3.5公分，棲息在沿岸水流快速的淺水溪流，屬雜食性，以矽藻、有機碎屑為食，生活習性不明。

## 擴展閱讀
維基物種上的相關：壯體若花鱂